# José María Cornejo Merino y Guevara

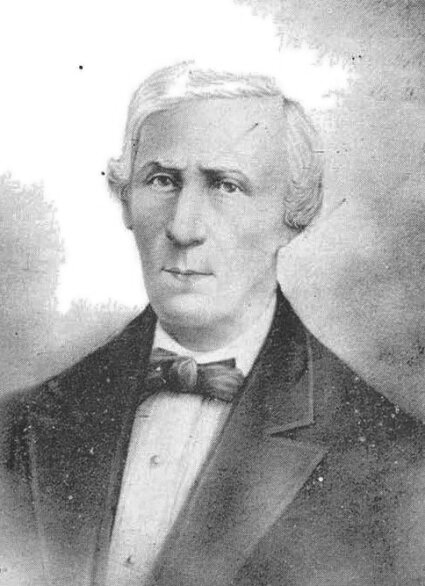
José María Cornejo Merino y Guevara

José María Cornejo Merino y Guevara (* 10. November 1788 in Ciudad San Vicente; † 24. November 1864 ebenda)  war zweimal Supremo Director der Provinz El Salvador in der Zentralamerikanischen Konföderation.

## Leben
Seine Eltern waren Jacoba Merino und José María Cornejo. In Guatemala machte er am 14. Januar 1809 ein Abitur in Philosophie. Er begann ein Studium des Kanonischen Rechts und anschließend eines in Zivilrecht, welche er trotz seiner gehobenen Kultur (finanzieller Hintergrund) nicht abschloss. Er war verheiratet mit Nicolasa de Lezaca.

## Politisches Leben
José María Cornejo Merino y Guevara  war Mitglied der Partido Conservador.
Er befand sich in Guatemala, als die Annexion der zentralamerikanischen Union mit dem mexikanischen Imperium von Agustín de Itúrbide verkündet wurde. Er war ein Gegner dieser Annexion und kam deshalb in Haft. Als er im Juni 1822 frei gelassen wurde, kehrte er nach El Salvador zurück. Er war 1826, 1827 und 1828 Abgeordneter im Zentralamerikanischen Parlament und erlangte Bekanntheit. Er war Alcalde von San Vicente und Regidor Perpetuo (verbeamteter Referent). Als die Cabildos de Españoles von El Salvador das Amt des Supremo Directors der Provinz El Salvador wählten, gewann er dieses und trat dieses Amt am 30. Januar 1829 an.

## Zweite Amtszeit
Vom 4. Dezember 1830 bis 29. März 1832 war er ebenfalls Supremo Director der Provinz El Salvador. Im Dezember 1831 verlegte der Präsident der Zentralamerikanischen Konföderation José Francisco Morazán Quezada den Regierungssitz der Konföderation von Guatemala-Stadt nach San Salvador, da San Salvador eine Hochburg der Partido Liberal war.
José María Cornejo Merino y Guevara war ein Gegner dieser, von Morazán und seiner Partido Liberal dominierten Konföderation. Morazán wurde gezwungen am 6. Januar 1832 San Salvador zu verlassen und ging nach Honduras, wohin er sich Hilfstruppen aus der Provinz Nicaragua bestellt hatte, um in der Provinz El Salvador einzumarschieren.
1831, 1832 versuchte Manuel José Arce y Fagoaga von Soconusco (Chiapas)  aus Morazán zu stürzen. 1832 erklärte José María Cornejo Merino y Guevara, die Trennung von El Salvador von der Konföderation. Am 17. März 1832 wandten sich die Cabildos de Españoles des Departamentos Chalatenango gegen José María Cornejo Merino y Guevara und für die Regierung der Konföderation, ähnlich tat es das Cabildo de Españoles des Ortes Metapán. Am 28. Februar 1832 ließ Morazán San Miguel von seinen nicaraguanischen Hilfstruppen angreifen. Am 14. März 1832 schlugen die Truppen von Morazán bei der Schlacht von Jocoro die Truppen von José María Cornejo Merino y Guevara. José María Cornejo Merino y Guevara wurde gefangen genommen und Morazán machte sich zum Supremo Director der Provinz El Salvador. Morazán rief Wahlen für eine verfassungsgebende Versammlung aus, welche Mariano Prado Baca zum Supremo Director der Provinz El Salvador wählte. Mariano Prado Baca ernannte Joaquín de San Martín y Ulloa zu seinem Stellvertreter.